# Saint-Mathieu
Saint-Mathieu is een gemeente in het Franse departement Haute-Vienne (regio Nouvelle-Aquitaine) en telt 1188 inwoners (2004). De plaats maakt deel uit van het arrondissement Rochechouart.

## Geografie
De oppervlakte van Saint-Mathieu bedraagt 41,0 km², de bevolkingsdichtheid is 29,0 inwoners per km².
De onderstaande kaart toont de ligging van Saint-Mathieu met de belangrijkste infrastructuur en aangrenzende gemeenten.

## Demografie
Onderstaande figuur toont het verloop van het inwonertal (bron: INSEE-tellingen).